# Ari Magalhães
José Arimateia Martins Magalhães, mais conhecido como Ari Magalhães, (Oeiras, 11 de outubro de 1928 – São Paulo, 15 de junho de 2021) foi um industrial e político brasileiro com atuação no estado do Piauí.

## Dados biográficos
Filho de Thompson Magalhães e Raimunda Carlota Martins. Trabalhou junto ao Instituto Brasileiro de Geografia e Estatística em Teresina como auxiliar censitário e ainda na capital piauiense foi escriturário do Banco do Brasil, sendo transferido para Floriano e Picos. Em Fortaleza foi fiscal do Instituto de Aposentadorias e Pensões dos Industriários e esteve a serviço da Receita Federal como agente fiscal em Goiás, Mato Grosso, Piauí e São Paulo.
No Piauí, estabeleceu-se como proprietário da Companhia Agroindustrial Vale do Parnaíba (Comvap) em União e foi secretário de Fazenda no governo Lucídio Portela, cargo do qual se afastou para pleitear a indicação como candidato do PDS ao Palácio de Karnak em 1982, sendo preterido por Hugo Napoleão. Membro do PFL após a Nova República, saiu da legenda e foi eleito deputado federal pelo PPR em 1994. Com a extinção do seu partido migrou para o PPB e foi candidato a senador em 1998, mas ficou em quarto lugar num pleito vencido por Alberto Silva. Posteriormente integrado ao PMDB, colheu nova derrota como candidato a senador em 2006, quando estava aliado a Mão Santa.
Faleceu na capital paulista após mais de quarenta dias internado no Hospital Sírio-Libanês, vítima de complicações relacionadas à COVID-19.